# Otto Presler
Otto Presler (auch: Christian Otto Presler; geboren 1854 in Walburg; gestorben 1920) war ein deutscher Mathematiker, Gymnasiallehrer mit dem Titel Gymnasialprofessor sowie Schulbuch-Autor.

## Leben

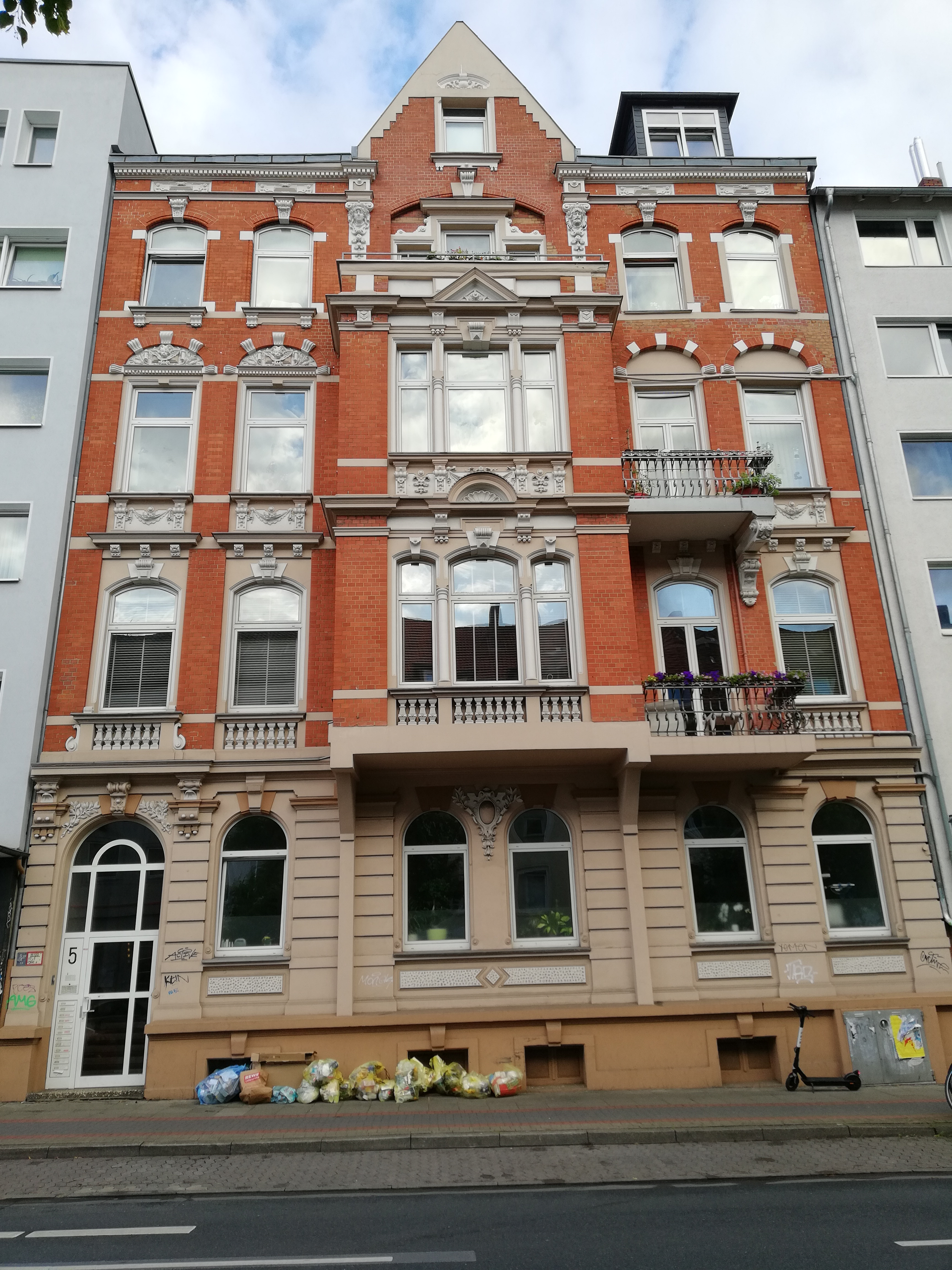
1898 erwarb Otto Presler von dem Maurermeister Wilhelm Weber für seine Familie das Mehrfamilien-Wohnhaus Lindenerstraße 47, später Königsworther Straße 47, heute Hausnummer 5

Der 1854 im Regierungsbezirk Kassel geborene Otto Presler besuchte das Realgymnasium zu Kassel, die er Michaelis 1874 mit der Reifeprüfung verließ. Er studierte an der Georg-August-Universität in Göttingen die Fächer Mathematik und Physik und legte am 24. Juli 1880 die Prüfung pro facultate docendi ab. Anschließend wirkte er von Michaelis 1880 bis 1881 an der Realschule zu Wiesbaden zunächst als Probekandidat, bis Ostern 1882 dann als Hilfslehrer der Anstalt. Direkt anschließend erhielt er seine erste Festanstellung an der Gewerbeschule in Hagen.
1886 wechselte Presler nach Hannover, wo er an die Höhere Bürgerschule I, heute Tellkampfschule, berufen wurde. Im selben Jahr heiratete er Johanna Flohr (geboren 18. Februar 1862 in Gleidingen; gestorben 10. April 1925 in Hannover), die später als Schriftstellerin Johanna Presler(-Flohr) bekannt wurde.
Am 4. Mai 1898 erwarb Presler im Stadtteil Königsworth in der Königsworther Straße ein 4-stöckiges Mehrfamilienwohnhaus unter der – damaligen – Hausnummer 47. Noch im Todesjahr seiner Ehefrau verzeichnete das Adressbuch von Hannover. Stadt- und Geschäftshandbuch 1925 den – 1920 verstorbenen – Studienrat Otto Presler als Haushaltsvorstand im dortigen Hause im heutigen Stadtteil Calenberger Neustadt.

## Schriften (Auswahl)
- Friedrich Pietzker, Otto Presler (Bearb.): Resultate und Auflösungen zu Dr. E. Bardey's arithmetischen Aufgaben nebst Lehrbuch der Arithmetik. Vorzugsweise für Realschulen, Progymnasien und Realprogymnasien. In alter und neuer Ausgabe, Leipzig [u. a.]: B. G. Teubner, 1901
- Karl Heinrich Mueller, Otto Presler: Leitfaden der Projektions-Lehre. Ein Übungsbuch der konstruierenden Stereometrie. Leitfaden der Projektions-Lehre / A, Leipzig [u. a.]: B. G. Teubner, 1903
- Friedrich Pietzker, Otto Presler (Bearb.): Dr. E. Bardeys Aufgabensammlung, methodisch geordnet, mehr als 9000 Aufgaben enthaltend über alle Teile der Elementar-Arithmetik. Vorzugsweise für Gymnasien, Realgymnasien und Präparanden-Anstalten; in alter und neuer Ausgabe, 2 Bände; Leipzig; Berlin: G. B. Teubner, 1914
  - Teil 1: Hauptband; Inhaltsverzeichnis
  - Teil 2: Ergebnisse; Inhaltsverzeichnis
- Friedrich Pietzker, Otto Presler (Bearb.): E. Bardeys arithmetische Aufgaben nebst Lehrbuch der Arithmetik. Vorzugsweise für Realschulen, Progymnasien und Realgymnasien, neue Ausgabe, 5., unveränderte Auflage, mit graphischen Darstellungen, Leipzig; B. G. Teubner. 1917

Abhandlungen
- in Der Säemann. Monatsschrift für Jugendbildung und Jugendkunde, hrsg. von der Hamburger Lehrervereinigung für die Pflege der künstlerischen Bildung, Jahrgang 1912;
  - Heft 1: Berufswahl, S. 266ff.; Digitalisat der Bibliothek für Bildungsgeschichtliche Forschung des DIPF (BBF)
  - Heft 12: Statistik und Berufsberatung, S. 441–449; Digitalisat der BBF
- Berufswahl und Berufsberatung, Vortrag, gehalten am 28. März aus der Versammlung des Philologenvereins der Provinz Hannover, in: Pädagogisches Archiv; Leipzig: Quelle & Meyer, 55. Jahrgang (1913), Heft 8, S. 481–491; Digitalisat der BBF